# فرانك كامبوس
فرانك كامبوس هو لاعب كرة قاعدة كوبي، ولد في 11 مايو 1924 في هافانا في كوبا، وتوفي في 28 يناير 2006 في ميامي في الولايات المتحدة.

## وصلات خارجية
- فرانك كامبوس على موقعبيزبول رفرنس.كوم (الدوري الرئيسي) (الإنجليزية)